# Thallomys loringi
Il ratto di Loring (Thallomys loringi  Heller, 1909) è un roditore della famiglia dei Muridi diffuso in Kenya e Tanzania.

## Descrizione
Roditore di medie dimensioni, con la lunghezza della testa e del corpo tra 120 e 170 mm, la lunghezza della coda tra 130 e 210 mm e un peso fino a 100 g.
Le parti superiori sono marroni, con dei riflessi nerastri lungo la schiena e fulvo chiari sulla groppa. I fianchi sono più chiari. Le parti ventrali sono bianco-crema, con la base dei peli color ardesia. La linea di demarcazione lungo i fianchi è netta. Sul muso sono presenti due bande nerastre che si estendono dalla punta del muso fino alla base delle orecchie, attraverso ogni occhio. Il capo e la regione tra gli occhi è marrone scura. Le orecchie sono ricoperte di pochi piccoli peli rossicci. Le zampe e le guance sono bianco-crema. La coda è più lunga della testa e del corpo, uniformemente nerastra e ricoperta di peli nerastri che diventano gradualmente più lunghi verso l'estremità, dove formano un ciuffo.

## Biologia

### Comportamento
È una specie notturna e arboricola.

## Distribuzione e habitat
Questa specie è diffusa nel Kenya centrale e nella Tanzania settentrionale.
Vive nelle savane umide e secche.

## Conservazione
La IUCN Red List, considerato il vasto areale e la popolazione numerosa, classifica T.loringi come specie a rischio minimo (Least Concern).